# Jezioro Górskie (Kotlina Płocka)
Jezioro Górskie – jezioro w woj. mazowieckim, w powiecie płockim, w gminie Łąck, leżące na terenie Kotliny Płockiej, w pobliżu miejscowości Łąck.

## Charakterystyka
Jest to zbiornik rynnowy. Z uwagi na małą głębokość jest to zbiornik polimiktyczny.
Brzeg północny jeziora jest łagodny, porośnięty lasem sosnowym. Brzeg południowy wysoki – przylega do lasu z przewagą grabów i dębów. Brzeg północny  wschodni wykorzystywany rekreacyjnie, liczne plaże, agroturystyka. Z jeziorem Ciechomickim łączy je struga, która okresowo wysycha, a która zasila jezioro. Na jeziorze zgodnie z rozporządzeniem rady powiatowej w Płocku od 2012 roku nie wolno używać "jednostek pływających wyposażonych w silniki o napędzie spalinowym".

## Morfometria
Według danych Instytutu Rybactwa Śródlądowego powierzchnia zwierciadła wody jeziora wynosi 45 ha. Średnia głębokość zbiornika wodnego to 3,2 m, a maksymalna – 7,2 m. Objętość jeziora wynosi 1419,1 tys. m³. Maksymalna długość jeziora to 1905 m, a szerokość 355 m. Długość linii brzegowej wynosi 4685 m. Lustro wody znajduje się na wysokości 76 m n.p.m.